# Charles Wolcott
Pour les articles homonymes, voir Wolcott.
Charles Wolcott est un compositeur américain de musiques de films, né le 29 septembre 1906 à Flint et mort le 26 janvier 1987 à Haïfa.

## Biographie
Charles Wolcott est un pianiste, arrangeur musical, orchestrateur (de Paul Whiteman entre autres), chef d'orchestre et directeur musical. Il travailla pour Walt Disney Pictures jusqu'en 1950 puis pour la MGM.
Durant l'année 1946, Larry Morey et Charles Wolcott écrivent six chansons pour Cendrillon (1950), qui ne seront finalement pas utilisées.

## Filmographie partielle
- 1941 : Le Dragon récalcitrant de Hamilton Luske et Alfred L. Werker
- 1942 : Bambi (Orchestrations )
- 1942 : Saludos Amigos de Wilfred Jackson, Jack Kinney, Hamilton Luske et Bill Roberts
- 1944 : Les Trois Caballeros de Norman Ferguson, Clyde Geronimi, Jack Kinney, Bill Roberts et Harold Young
- 1946 : La Boîte à musique (Make Mine Music) de Robert Cormack, Clyde Geronimi, Jack Kinney, Hamilton Luske et Joshua Meador
- 1946 : Mélodie du Sud de Harve Foster et Wilfred Jackson
- 1949 : Le Crapaud et le Maître d'école de Clyde Geronimi, James Algar et Jack Kinney
- 1951 : It's a Big Country de Clarence Brown, Don Hartman, John Sturges, Richard Thorpe, Charles Vidor, Don Weis et William A. Wellman
- 1952 : Sky Full of Moon (en) de Norman Foster
- 1955 : Graine de violence de Richard Brooks
- 1958 : La Chatte sur un toit brûlant (Cat on a Hot Tin Roof) de Richard Brooks
- 1960 : Key Witness (en) de Phil Karlson

## Récompenses et nominations

### Nominations
4 nominations aux Oscars :
- Oscar de la meilleure chanson originale pour Saludos Amigos.
- Oscar de la meilleure musique de film pour Saludos Amigos, Les Trois Caballeros et Mélodie du sud